# Lahtteluokta

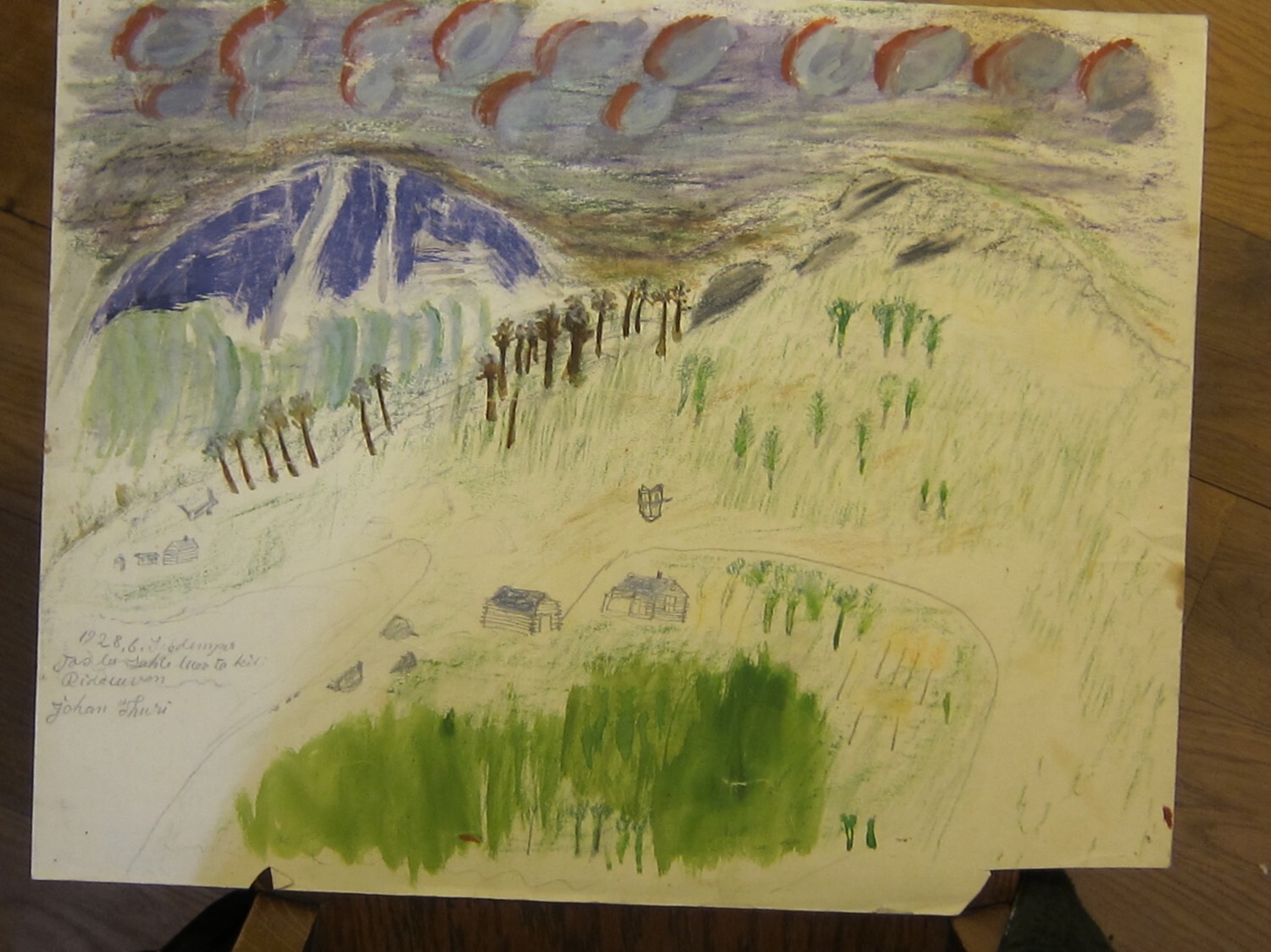
Lahtteluokta gilli (byn Lahtteluokta), av Johan Turi 1928, blandteknik med pastell, gouache och blyerts, omkring 41,8 × 52,3 centimeter

Láhtteluokta (finska: Lattilahti) är en by inom Talma samebys område i Jukkasjärvi socken i Kiruna kommun. Den ligger vid stranden av Torne träsk, på norra sidan av sjön.
Författaren Johan Turi var den förste som blev fast bosatt i Láhtteluokta. Han flyttade dit efter de ryska gränsstängningarna 1899 på Nordkalotten från området kring Kautokeino i Norge och slog sig ned inom Talma sameby. Han byggde där så småningom en timmerbyggnad. Den andra var Ándaras Svonni. Den tredje var 1918 Per Anderrson Sarri, med bland annat dottern Sara Hansegård (1912-2004).
Láhtteluokta ligger vid den drygt 20 kilometer långa vägen mellan Salmi och Láimoluokta, vilken saknar förbindelse med det övriga vägnätet. För att komma till byn färdas man med båt över Torneträsk sommartid och med snöskoter vintertid. På vintern finns också en skoterled från Kurravaara, nära Kiruna.
På inbjudan av Johan Turi bodde danskan Emilie Demant-Hatt i Lahtteluokta en längre tid i början av 1900-talet för att studera det nordsamiska språket. Hon hjälpte också då Johan Turi att teckna ned de texter, som 1910 utgavs som Muittalus sámid birra : En bok om lapparnas liv.
Den norska motståndsrörelsens kommunikationsbas Kari under andra världskriget låg 200 meter från riksgränsen till Norge, ungefär sex kilometer norr om Láhtteluokta.